# Marguerite de Savoie (1439-1483)
Marguerite de Savoie (avril 1439 – 9 mars 1483) est une princesse issue de la maison de Savoie, fille aînée du duc de Louis Ier et d'Anne de Lusignan. Elle est l'épouse du margrave Jean IV de Montferrat et plus tard celle de Pierre II de Luxembourg, comte de Saint-Pol, de Brienne, de Marle et de Soissons. Elle compte parmi ses nombreux descendants Marie, reine d'Écosse, et Henri IV, roi de France.

## Biographie

### Origines
Marguerite est née en avril 1439 à Turin, en Italie, aînée des filles survivantes et l'une des dix-neuf enfants de Louis Ier de Savoie et de la princesse Anne de Chypre. Ses grands-parents paternels sont Amédée VIII de Savoie, qui est aussi l'antipape Félix V, et Marie de Bourgogne. Ses grands-parents maternels sont le roi Janus de Chypre et d'Arménie et Charlotte de Bourbon.
Ses nombreux frères et sœurs incluent : Amédée IX de Savoie, qui a épousé Yolande de France ; Philippe II, duc de Savoie, qui a épousé d'abord Marguerite de Bourbon puis Claude de Brosse ; Louis de Savoie, comte de Genève, qui a épousé la reine Charlotte de Chypre ; Charlotte de Savoie, épouse du roi de France Louis XI ; Bonne de Savoie, seconde épouse de Galéas Marie Sforza, duc de Milan ; et Marie de Savoie, la seconde femme du beau-père de Marguerite, Louis de Luxembourg, comte de Saint-Pol, connétable de France.

### Mariages
En décembre 1458, Marguerite a épousé à Casale son premier mari, Jean IV, marquis de Montferrat, fils de Jean Jacques de Montferrat et de Jeanne de Savoie. Il était condottiere de la république de Venise pendant les guerres de Lombardie, une série de conflits entre Venise et Milan, et leurs divers alliés.
Marguerite a apporté une dot de 100 000 scudi, et, en retour, a reçu Trino, Morano, Borgo San Martino, et Mombaruzzo. Le mariage reste sans enfant, malgré plusieurs enfants illégitimes. Jean IV meurt le 19 janvier 1464, laissant sa veuve à l'âge de vingt-cinq ans.
Deux ans et demi plus tard, le 12 juillet 1466, Marguerite épouse son deuxième mari, Pierre (II) de Luxembourg, comte de Saint-Pol et de Soissons, le deuxième fils de Louis de Luxembourg, comte de Saint-Pol et de Brienne et de Jeanne de Bar, comtesse de Marle et de Soissons. Six enfants sont nés de cette union :
- Louis (mort en bas âge) ;
- Claude (mort en bas âge) ;
- Antoine (mort en bas âge) ;
- Marie, mariée à son oncle, Jacques de Savoie, comte de Romont,dont une fille, Francisca de Savoie. Second mariage avec François de Bourbon, comte de Vendôme, six enfants, dont Charles de Bourbon, duc de Vendôme et Antoinette de Bourbon, épouse de Claude, duc de Guise. Marie, reine d'Écosse, le roi de France Henri IV et les ducs de Guise sont les descendants directs de Marie de Luxembourg.
- Françoise, dame d'Enghien (morte le 5 décembre 1523), épouse de Philippe de Clèves, seigneur de Ravenstein (mort le 28 janvier 1528).
- Charlotte (- morte entre le 30 août 1524 et le 26 janvier 1528), épouse de Philippe d'Estavayer.

### Mort
Marguerite meurt à Bruges, le 9 mars 1483, moins de six mois après son mari, Pierre, et elle est inhumée à l'abbaye de Happlaincourt, à Enghien. Ses deux filles, Marie et Françoise, lui survivent, tandis que ses trois fils sont morts en bas âge.